# Aage Ernst Larsen
Aage Ernst Larsen (født 3. august 1923 i København, død 31. oktober 2016) var en dansk roer, som deltog i de olympiske lege 1948 i London og 1952 i Helsinki.

## Rokarriere
Aage Larsen roede for DFDS Roklub i København, og kort efter anden verdenskrig kom han til at ro sammen med Ebbe Parsner, der hidtil havde roet singlesculler. I dobbeltsculleren blev de danske mestre i 1947 og de følgende to år.
Duoen blev derfor udtaget til OL 1948 i London, og her vandt de først deres indledende heat og derpå deres semifinale på banen, hvor der kun var plads til tre både ad gangen. I finalen var det uruguayanerne Juan Antonio Rodríguez og William Jones, der lagde bedst fra land, men de faldt tilbage, og så var det op til danskerne og briterne Bert Bushnell og Richard Burnell at kæmpe om guldet. Her var briterne stærkest og vandt, mens Larsen og Parsner fik sølv og uruguayanerne bronze.
Larsen og Parsner fik også international succes de følgende år, hvor de blev europamestre i 1949 og 1950 og Challenge Cup ved Henley Royal Regatta (det uofficielle verdensmesterskab) både 1949 og 1950.
De deltog igen i OL 1952 i Helsinki, men her måtte de se sig elimineret i første rundes opsamlingsheat.

## Anden karriere
Aage Larsen var sømand under krigen og arbejdede derpå på DFDS' skibsværft i København. I 1962 flyttede han til Fredensborg, hvor han drev en benzinstation indtil sin pensionering i 1986.